# Найджел Бенн
Найджел Грегорі Бенн (англ. Nigel Gregory Benn; 22 січня 1964, Ілфорд, Лондон) — британський професійний боксер, чемпіон світу за версіями WBO (1990) у середній вазі та WBC (1992—1996) у другій середній вазі.

## Професіональна кар'єра
Найджел Бенн дебютував на профірингу 28 січня 1987 року у віці 23 років. Здобув 22 перемоги підряд нокаутом, і при цьому лише одному противнику Бенна вдалося протриматися довше четвертого раунду.
20 квітня 1988 року завоював вакантний титул чемпіона Співдружності, який захистив три рази. В четвертому захисті 21 травня 1989 року проти Майкла Вотсона зазнав поразки технічним нокаутом у шостому раунді. Після цієї поразки Бенн перебрався у США і вже в четвертому бою 29 квітня 1990 року здобув перемогу технічним нокаутом у восьмому раунді над чемпіоном світу за версією WBO у середній вазі Дагом Девіттом, відібравши в нього титул. Його перший захист припав на 18 серпня 1990 року проти ексчемпіона WBC у середній вазі Айрена Барклі, якого Бенн тричі відправив у нокдаун у першому раунді, здобувши перемогу технічним нокаутом.
Повернувшись у Велику Британію, 18 листопада 1991 року Найджел Бенн вийшов на бій проти британської зірки Кріса Юбенка і програв технічним нокаутом у дев'ятому раунді, втративши титул.
Після поразки від Юбенка Бенн здобув шість перемог, у тому числі 23 травня 1992 року над Тулані Малінгою (ПАР). 3 жовтня 1992 року у Марино (Італія) Найджел Бенн вийшов на бій проти місцевого чемпіона світу за версією WBC у другій середній вазі Мауро Гальвано і завоював титул технічним рішенням RTD у третьому раунді після того, як італієць не зміг продовжити бій через отримане розсічення. Бенн провів три захиста звання чемпіона, у тому числі 6 березня 1993 року переміг у матчі-реванші Мауро Гальвано.
9 жовтня 1993 року зустрівся в об'єднувальному бою з Крісом Юбенком, який на той час був вже чемпіоном світу за версією WBO у другій середній вазі. Об'єднувальний поєдинок між Юбенком і Бенном завершився унічию, тож кожен залишився зі своїм титулом.
Бенн ще двічі захистив свій титул перш ніж 25 лютого 1995 року вийшов на бій проти висхідної зірки американського боксу Джеральда Макклеллана. Британець був збитий з ніг на першій хвилині першого раунду, але зумів повернутися в бій і, хоч побував ще раз у восьмому раунді в нокдауні, зумів здобути перемогу технічним нокаутом в десятому раунді.
Найджел Бенн ще двічі захистив свій титул в боях проти Вінченцо Нардієлло (Італія) і Денні Переса (США), а 2 березня 1996 року зустрівся вдруге з Тулані Малінга і зазнав поразки розділеним рішенням суддів, втративши титул.
1996 року Бенн двічі невдало намагався відібрати титул WBO у другій середній вазі у ірландця Стіва Коллінза, після чого завершив кар'єру.

## Визнання
2013 року Бенн був внесений до Зали боксерської слави WBC та разом з іншим британцем Джо Кальзаге був відзначений як найбільший чемпіон WBC у другій середній вазі в історії. Його зображення тепер закріплене за поясом WBC у другій середній вазі.